# 天主教黑角總教區
天主教黑角總教區是剛果共和國一個羅馬天主教教省總教區，下轄兩個教區。
上法屬剛果宗座代牧區於1890年10月14日成立，1955年9月14日升為教區，2020年5月30日升為總教區。
總教區管轄奎盧省，教座位於港口城市黑角。
總教區於2020年時有95萬8900名教友（佔轄區總人口59.1%）、35個堂區和88名司鐸，面積為14644平方公里。現任總主教為彌額爾·安傑洛·奧拉韋里-阿羅尼斯，黑角教區榮休主教為若望-高德·馬卡亞-洛昂貝。